# 비단거북
비단거북은 거북목 늪거북과의 파충류이다.

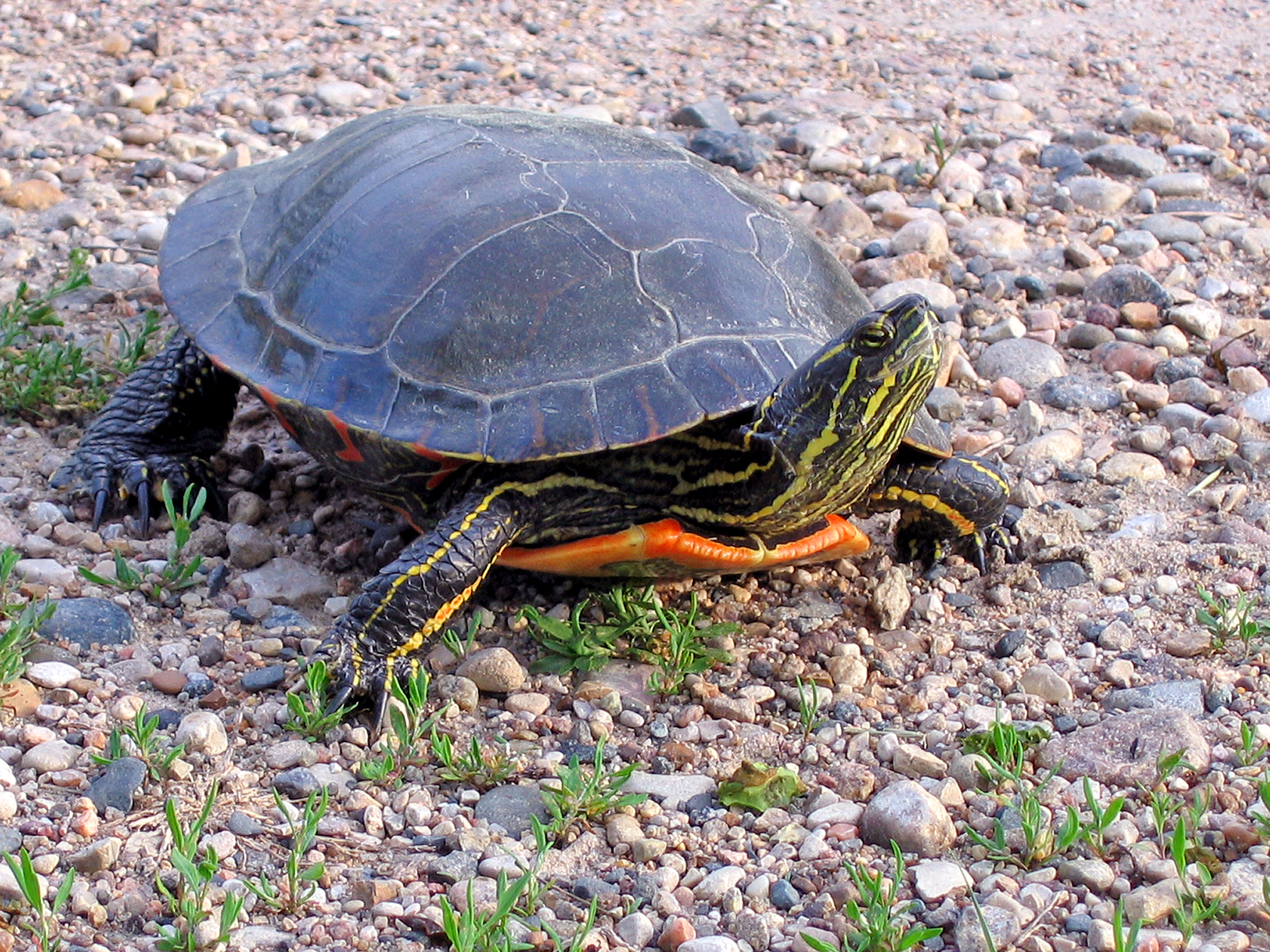
비단거북

비단거북 암컷 성체의 몸길이는 10-25cm이다. 수컷은 암컷보다 작다. 피부색은 올리브색이고 사지에 빨간색, 주황색 또는 노란색 줄무늬가 있다. 아종은 등딱지로 구별할 수 있다.
겨울동안, 비단거북은 보통 물속 바닥의 진흙에서 겨울잠을 잔다.

## 특징

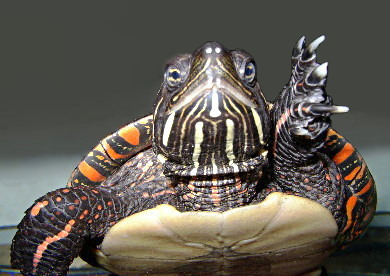
비단거북의 모습

비단거북의 등딱지 길이는 10-25cm이다. 등딱지 색깔은 올리브색에서 검은색까지 다양하다. 가슴 장식은 노란색이고, 때때로 빨간색이다. 가슴 장식의 중앙에 때때로 어두운색 반점이 있다. 등딱지와 마찬가지로, 비단거북의 피부색은 올리브색에서 검은색이지만 목, 다리와 꼬리에 빨간색과 노란색 줄무늬가 있다. 늪지 거북 같은 다른 연못 거북과 마찬가지로, 비단거북의 발은 물갈퀴가 달려있다.
비단거북의 머리는 독특하다. 얼굴은 노란색 줄무늬만 있고, 눈 뒤에 각각 큰 노란색 반점과 줄무늬가 있다.

## 계절별 생활과 겨울잠
봄에, 수온이 15-18 °C에 이르면 비단거북은 적극적으로 먹이를 찾기 시작한다. 그러나 수온이 30 °C를 넘으면, 비단거북은 먹이를 먹지 않는다. 가을에, 수온이 15 °C 이하로 내려가면 비단거북은 먹이를 찾는 것을 중지한다.
겨울동안, 비단거북은 겨울잠을 잔다. 겨울잠을 자는동안, 비단거북의 평균 체온은 6 °C이다.